# Jing Ruixue
Jing Ruixue (Jǐng RuìxuěP; Xi'an, 4 luglio 1988) è una lottatrice cinese, due volte campionessa del mondo, argento olimpico a Londra 2012.

## Palmarès
- Giochi olimpici estivi

Londra 2012: argento nella categoria 63 kg
- Mondiali

Budapest 2005: bronzo nella categoria 63 kg
Canton 2006: oro nella categoria 67 kg
Baku 2007: oro nella categoria 67 kg
Istanbul 2011: bronzo nella categoria 63 kg
- Campionati asiatici

Wuhan 2005: oro nella categoria 67 kg